# 1152
Năm 1152 trong lịch Julius.